# 祁韵士
祁韵士（1751年—1815年），字鹤皋，又字谐庭，号筠禄，晚号访山，山西寿阳人。
生于乾隆十六年（1751年），从小入家塾读书，喜史地。乾隆四十二年（1777年）为贡生，乾隆四十三年（1778年）中进士，授翰林院编修，历官国史馆编修官、右春坊右中允、户部主事等职。嘉庆六年（1801年）调任宝泉局监督。嘉庆九年（1804年），宝泉局库亏铜案发，穆彰阿示意监督阿伦查庫，查出亏铜七十万斤，入狱，发配伊犁。主编《西陲总统事略》12卷。嘉庆二十年（1815年）卒。有子祁隽藻、祁宿藻。

## 延伸阅读
[在维基数据编辑]
 《清史稿·卷492》
 《清史稿·卷485》，出自趙爾巽《清史稿》